# Callistethus hauschildti
Callistethus hauschildti är en skalbaggsart som beskrevs av Ohaus 1903. Callistethus hauschildti ingår i släktet Callistethus och familjen Rutelidae. Inga underarter finns listade.